# Elisabeth Sivard
Christina Elisabeth Sivard Thiam, född 11 november 1955 i Stockholm, är en svensk skulptör och grafiker.
Elisabeth Sivard utbildade sig  École Nationale des Beaux-Arts i Paris 1983-1985 och  Konstfack i Stockholm 1985-1990.

## Offentliga verk i urval
- Epigram, granit och smidesjärn, 2001, Hjorthagen i Stockholm
- Utformning av Konstens geologiska trädgård vid det nedlagda alunbruket i Mörbylånga kommun (tillsammans med Christer Jansson) har Jan Mikaelsson varit och arkitekt Markus Naef, feng shui
- Olympus Mons, labrador och stålplåt, 2008, skulptur i rondellen Skyttorpsvägen/Söderby gårdsväg i Salems kommun (tillsammans med Christer Jansson)
- Nattfåglar, 2008, betong och mosaik, rondell vid Ekerövägen/Ekvägen på Ekerö